# Mitchell Oxborrow
Mitchell Tony Oxborrow (* 18. Februar 1995 in Dagenham, Greater London) ist ein englisch-australischer Fußballspieler.

## Karriere
Oxborrow war etwa zehn Jahre alt, als er mit seiner Familie aus England ins australische Perth zog. Sein fußballerisches Talent wurde bereits frühzeitig erkannt, so nahm er 2009 mit der U-15-Auswahl von Western Australia an der landesweiten Meisterschaft in Coffs Harbour teil, 2010 wurde er als bester Torjäger des Nachwuchsbereiches von ECU Joondalup geehrt. Nach einer Saison am Australian Institute of Sport (AIS) schloss sich Oxborrow 2012 den Newcastle United Jets an, bei denen er für das Jugendteam vorgesehen war, erhielt aber ebenso wie seine Mannschaftskollegen Connor Chapman und Jack Duncan einen Profivertrag. Unter dem dortigen Trainer des Profiteams, Gary van Egmond, hatte Oxborrow bereits am AIS trainiert.
Zu seinem Profidebüt kam der zentrale Mittelfeldspieler am 14. Dezember 2012 im Auswärtsspiel gegen Perth Glory, als er überraschend in der Startelf stand. Er verschuldete dabei kurz vor der Halbzeitpause mit einem Ballverlust den Gegentreffer zum 0:1 und wurde zur Halbzeit ausgewechselt, es blieb sein einziger Pflichtspieleinsatz in der Saison 2012/13 und bis zu seinem Abgang Mitte 2014 sein einziger Startelfeinsatz in der A-League. Zwar verlängerte Oxborrow im Oktober 2013 seinen Vertrag bis Mitte 2015, seine Hoffnung auf mehr Einsatzzeit bewahrheitete sich allerdings nicht. In der Folgesaison 2013/14 kam Oxborrow unter Trainer Clayton Zane als Einwechselspieler zu fünf weiteren Einsätze für die Jets, insgesamt addierte sich die Einsatzzeit dabei aber nur auf 31 Minuten. Im August 2014 verständigte er sich mit den Jets auf eine vorzeitige Auflösung seines Vertrages und kehrte nach Western Australia zurück. Dort schloss er sich dem Jugendteam von Perth Glory an.
2011 nahm Oxborrow mit der australischen U-17-Nationalelf an der U-17-Weltmeisterschaft in Mexiko teil. Während des Turniers kam er als Einwechselspieler zu zwei Kurzeinsätzen, unter anderem bei der 0:4-Niederlage im Achtelfinale gegen Usbekistan. 2012 gehörte er bei der U-19-Asienmeisterschaft zum Kader der australischen U-20-Mannschaft, blieb beim Erreichen des Halbfinals aber ohne Einsatz. Oxborrow gehörte auch in der Folge zum Kader der australischen U-20 und führte diese während eines Spiels beim COTIF-Turnier 2013 in Spanien gar als Kapitän an. Letztmals fand Oxborrow im Oktober 2013 im Rahmen der Qualifikation für die U-19-Asienmeisterschaft 2014 Berücksichtigung in einem australischen Auswahlteam, als sich das Team erfolgreich für die ein Jahr später stattfindende Endrunde qualifizierte.